# Pennington (motorfiets)

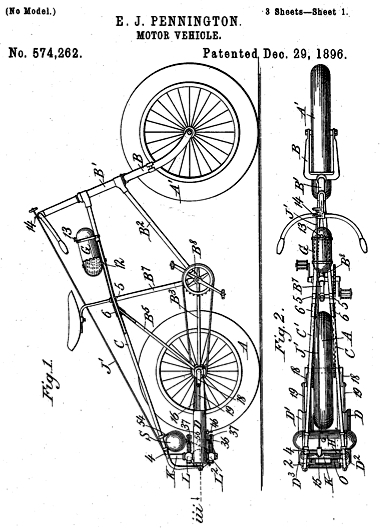
Het ontwerp van Pennington

Pennington is een historisch Brits merk van motorfietsen dat nooit echt van de grond kwam.
De bedrijfsnaam was Humber Works, Coventry.
De Humber Works hadden in 1865 voor £ 20.000 de licentierechten van de Léon Bollée voiturettes verworven.
In 1897 kon men in Engeland natuurlijk nog niet van een bloeiende motorindustrie spreken (de eerste Hildebrand & Wolfmüller werd pas drie jaar eerder gebouwd), maar de Amerikaanse uitvinder E.J. Pennington beloofde aan de Engelsman Harry John Lawson tegen een gage van £100.000 twee motorfietsen te bouwen. 
Bij de eerste machines zat de tweecilinder motor op een rek achter het achterwiel. De motor had luchtkoeling maar geen koelribben. De tweede motor had een eencilinder motor die onder het zadel zat.
In tegenstelling tot zijn belofte bleken deze machines echter waardeloos en Lawson verloor veel geld aan het avontuur. Ook Pennington ging failliet en keerde naar Amerika terug, waar hij in 1911 overleed. Humber zou enkele jaren later zowel motorfietsen als auto’s gaan bouwen, maar bij de motorfietsen werden P&M modellen als voorbeeld genomen. 
Harry Lawson was ook betrokken bij het merk Beeston en bouwde Franse Werner-motorfietsen in licentie.